# 中山淳子
中山 淳子（なかやま じゅんこ、1967年9月28日 ‐ ）は、日本の子育てアドバイザー。福岡県出身。ママの輝く明日を応援するDomani（ドマーニ）代表。

## 経歴
福岡県中間市生まれ。東筑高等学校、西南学院大学文学部国際文化学科卒業
約20年間株式会社七田チャイルドアカデミー（現「株式会社イクウェルチャイルドアカデミー」）で九州・沖縄本部長、東京本部長、企画運営を経て独立。
現在は各種教育機関、幼稚園、保育園などのコンサルティングや、ママ向け商品、施設、住宅メーカーのアドバイザーとして活動中。また、自身の5年にもおよぶ妊活、母親となり、子育ての素晴らしさ、楽しさを改めて実感したことなど、子育てにまつわる内容をメールマガジンやフリーペーパー、講演活動を通して発信しており、ライフワークとして、「ママのご褒美サロン」を福岡を中心に九州内、関東、関西で開催している。

## 著書
- 『超ママ力 女性が輝く子育ての魔法』リボンシップ、2018年10月15日 ISBN 9784434234279[4]

## 出演
- ももち浜ストア（テレビ西日本）水曜日コメンテーター[5]